# Антипин, Анатолий Сергеевич
Анти́пин Анато́лий Серге́евич (родился 10 сентября 1939 года, Иркутск) — российский учёный-математик.

## Биография
Окончил математический факультет Иркутского гос. университета (1965), механико-математический факультет МГУ (1967, по кафедре вычислительной математики), аспирантуру МГУ (1971). Кандидат физико-математических наук (1979), тема диссертации: «Методы математического программирования, основанные на прямой и двойственной модификации функции Лагранжа».
В 1991 году защитил диссертацию на соискание учёной степени доктор физико-математических наук, тема диссертации: «Управляемые методы решения прямых и обратных задач оптимизации». Член редколлегии журналов «Yugoslav Journal of Operations Research» (с 1998), «Известия Иркутского государственного университета» (с 2009).
С 1994 года по настоящее время работает в Вычислительном центре им. А. А. Дородницына РАН.
Главный научный сотрудник Вычислительного Центра РАН.
Лауреат Премии за 2000 год «Международной академической издательской компании Наука/Интерпериодика» за лучшую публикацию в издаваемых ею журналах.
Научные достижения Антипина А. С. отмечены включением его биографического профиля во всемирно известную энциклопедию «Who’s Who in the World» (с 1998 по настоящее время).
Преподаёт в Московском государственном университете, ведёт семинар по методам оптимизации и равновесия, осуществляет научное руководство аспирантами и студентами.

## Научная деятельность
Область научных интересов:
I. Теория методов оптимизации, проблемы сходимости и устойчивости итеративных и дифференциальных процессов.
II. Разработка теории и методов решения задач равновесного программирования. Вычисление неподвижных точек экстремальных отображений.
III. Приложения методов вычисления неподвижных точек к задачам игрового программирования (включая игры n лиц с равновесием по Нэшу), седлового программирования и задачам многокритериального программирования, к моделям экономического равновесия.
IV. Теория и методы решения краевых задач оптимального управления, включающих в себя выпуклое программирование, игровое программирование, а также задач многокритериального программирования и других.
Придя в 1994 году в ВЦ РАН Анатолий Сергеевич Антипин приступил к разработке методов решения равновесных и игровых задач. Формально эти проблемы представляли собой задачи вычисления неподвижных точек экстремальных отображений выпуклых, замкнутых множеств в себя. Они, в частности, включают в себя игры n-лиц с равновесием по Нэшу и их обобщения — системы задач выпуклого программирования. Переход от одной задачи выпуклого программирования к системам таких задач резко изменил парадигму решения. Теперь это не оптимальное, а равновесное решение, отражающее идею компромисса участников некоторой ситуации, интересы которых могут быть частично противоречивыми. При рассмотрении такого подхода выяснилось, что выпуклый анализ, развитый для решения одной задачи выпуклого программирования, оказался явно недостаточным для анализа системы выпуклых задач. Поэтому А. С. Антипиным были введены новые понятия задач равновесного и игрового программирования с функциональными и связанными ограничениями.

## Работы
Автор более 150 научных работ, в том числе:
Монографии
- Антипин А. С. Градиентный и экстраградиентный подходы в билинейном равновесном программировании. — Москва, РФ: Вычислительный Центр РАН, 2002. — 130 с.

Статьи
- Антипин А. С. Об едином подходе к методам решения некорректных экстремальных задач. // Вестн. Моск. Ун-та. Математика, механика. 1973. No.2, 61-67.
- Антипин А. С. Метод регуляризации в задачах выпуклого программирования. // Экономика и матем. методы. 1975. Том XI. Вып.2, 336—342.
- Антипин А. С. О методе выпуклого программирования, использующем симметрическую модификацию функции Лагранжа// Экономика и матем. методы. 1976. Том XII. Вып.6, 1164—1173.
- Антипин А. С. Об одном методе отыскания седловой точки модифицированной функции Лагранжа.// Экономика и матем. методы 1977. Том XIII. Вып.3, 560—565.
- Antipin A. Methods of Augmented Lagrangian Function. A survey. // Hungarian Committee for Applied Systems Analisis. 1977. No.16, 1-28
- Антипин А. С. Методы нелинейного программирования, основанные на прямой и двойственной модификации функции Лагранжа. // Всесоюзный НИИ системных исследований. Москва. 1979. 1-73.
- Antipin A. A Feasible Method akin to Gradient Projection Method for Solution of Convex Programming. // Methods of Mathematical Programming. PWN-Polish Scientific Publishers. Warszawa. 1981, 7-11.
- Антипин А. С. Равновесная форма задач выпуклого программирования и методы их решения. // Методы оптимизации. Сборник трудов. Всесоюзный НИИ сист.исслед. Москва. 1984. Вып.12, 96-108.
- Антипин А. С. Экстраполяционные методы вычисления седловой точки функции Лагранжа и их применение к задачам с блочно-сепарабельной структурой.// Журнал вычисл. математики и математической физики. 1986. Том 1. No.1, 150—151.
- Antipin A. Extrapolation Methods of Computing the Saddle Point of a Lagrange Function and Application to Problems with Block-Separable Structure.// U.S.S.R. Comput. Maths. and Math.Physics.1986. Vol.26. No.1, 96.
- Антипин А. С. Об одной задаче равновесия и методах её решения. // Автоматика и телемеханика. 1986. No.9, 75-82.
- Антипин А. С. Методы оптимизации прогнозного типа с приложением их к задачам с блочно-сепарабельной структурой. // Модели и методы оптимизации. Сборник трудов. Всесоюзный НИИ системн. исслед. Москва. 1986. No.19, 82-92.
- Антипин А. С. Методы решения систем задач выпуклого программирования. // Журнал вычисл. математики и математ. физики. 1987. Т.27. No.3, 368—376.
- Antipin A. Methods of Solving Systems of Convex Programming Problem. // U.S.S.R. Comput. Maths. Math. Phys. 1987. Vol.27. No.2, 30-35.
- Антипин А. С. Непрерывные и итеративные процессы с операторами проектирования и типа проектирования. // Вопросы кибернетики. Вычислительные вопросы анализа больших систем. Москва. АН СССР. 1989, 5-43.

- Antipin A. Gradient approach of computing fixed points of equilibrium problems. Journal of Global Optimization. 2002. Vol.24. No.3. 285—309.
- Antipin A. Extragradient approach to the solution of two person nonzero-sum games. In the book «Optimization and Optimal Control». P.M.Pardalos, I.Tsevendorij and R.Enkhbat. Editors. World Scientific Publishing Co. Kluwer. 2003, 1-28.
- Antipin A. Extra-proximal methods for solving two-person nonzero-sum games // Mathematical Programming, Ser. B, 2009. Vol. 120, 147—177. Published on-line: Series B, 2007, DOI 10.1007/s 10107-007-0132-2
- Антипин А. С., Артемьева Л. А., Васильев Ф. П. Многокритериальное равновесное программирование: экстраградиентный метод // Журнал вычисл. матем. и мат. 2010. 50. № 2, 1-8.
- Антипин А. С. Метод модифицированной функции Лагранжа для задач оптимального управления со свободным правым концом. // Известия ИГУ, Сер. «Математика». 2011. Т. 4. № 2, 27-44.
- Антипин А. С., Васильев Ф. П., Хорошилова Е. В. Регуляризованный экстраградиентный метод поиска седловой точки в задаче оптимального управления.// Труды Института математики и механики УрО РАН, 2011. Том 17. № 1. с.27-36.
- A.S. Antipin, F.P. Vasil’ev, E.V. Khoroshilova. Regularized Extragradient Method for Finding a Saddle Point in an Optimal Control Problem.// Proceedings of the Steklov Institute of Mathematics, Vol. 275, Suppl. 1 (2011), 186—196.
- Антипин А. С. Дифференциальный экстрапроксимальный метод поиска точки равновесия в седловых играх двух лиц.// Диф. Уравнения. 2011. т.47. № 11, 1551—1563.
- A.S. Antipin, F.P. Vasil’ev, L.A. Artem’eva. Differential extraproximal method for finding an equilibrium in two-person saddle-point games.// Differential Equations. 2011, Vol.47, No.11, 1-13
- Антипин А. С., Голиков А. И., Хорошилова Е. В. Функция чувствительности, её свойства и приложения// Журн. вычисл. мат. и мат. физики. 2011. Том 51, № 12. 2126—2142
- A.S. Antipin, A.I. Golikov, E.V. Khoroshilova Sensitivity function: properties and aplplications// Comp. Maths. Math. Phys, 2011, Vol.51, No. 12, 2000—2016
- Антипин А. С., Артемьева Л. А., Васильев Ф. П. Экстрапроксимальный метод решения седловых игр двух лиц// Журнал вычисл. матем. и мат. физики. 2011, Т.51, № 9, 1576—1587.
- A.S. Antipin, L.A. Artem’eva, F.P. Vasil’ev. Extraproximal method for solving two-person saddle-point games// Comp. Maths. Math. Phys, 2011, Vol.51, No. 9, 1472—1482
- Антипин А. С., Мияйлович Н., Ячимович М. Непрерывный метод второго порядка для решения квазивариационных неравенств.// Журнал вычисл. матем. и мат. физики. 2011, т.51, № 11, 1973—1980.
- A. Antipin, N. Mijailovic, M. Jacimovic. A second-order continuous method for solving quasivariational inequalities. // Comp. Maths. Math. Phys., 2011. T.51. No.11. 1856—1863.
- Антипин А. С. О двух постановках равновесных задач.// Оптимизация и приложения, Сборник трудов. Вычислительный Центр РАН. Москва. Вып. 2. 2011. 13-41.
- Антипин А. С., Хорошилова Е. В. Оптимальное управление граничной задачей типа модели Леонтьева.// Оптимизация и приложения, Сборник трудов. Вычислительный Центр РАН. Москва. Вып. 2. 2011. 42-70.
- Антипин А. С., Васильев Ф. П., Артемьева Л. А. Регуляризованный дифференциальный экстрапроксимальный метод поиска точки равновесия в седловых играх двух лиц.// Вычисл. методы и программирование. 2012. Т.13. 149—160.
- Антипин А. С., Васильев Ф. П., Артемьева Л. А. Регуляризованный экстрапроксимальный метод поиска точки равновесия в седловых играх двух лиц.// Журнал вычисл. матем. и мат. Физики. 2012, Т. 52, № 7, 1231—1241.